# Johanna ze Salm-Reifferscheidtu
Johanna (Jenny) ze Salm-Reifferscheidtu, (Jenny Salmová), rozená hraběnka Pachtová (1780, Praha – 13. září 1857, Praha) byla česká šlechtična a malířka.

## Život a dílo

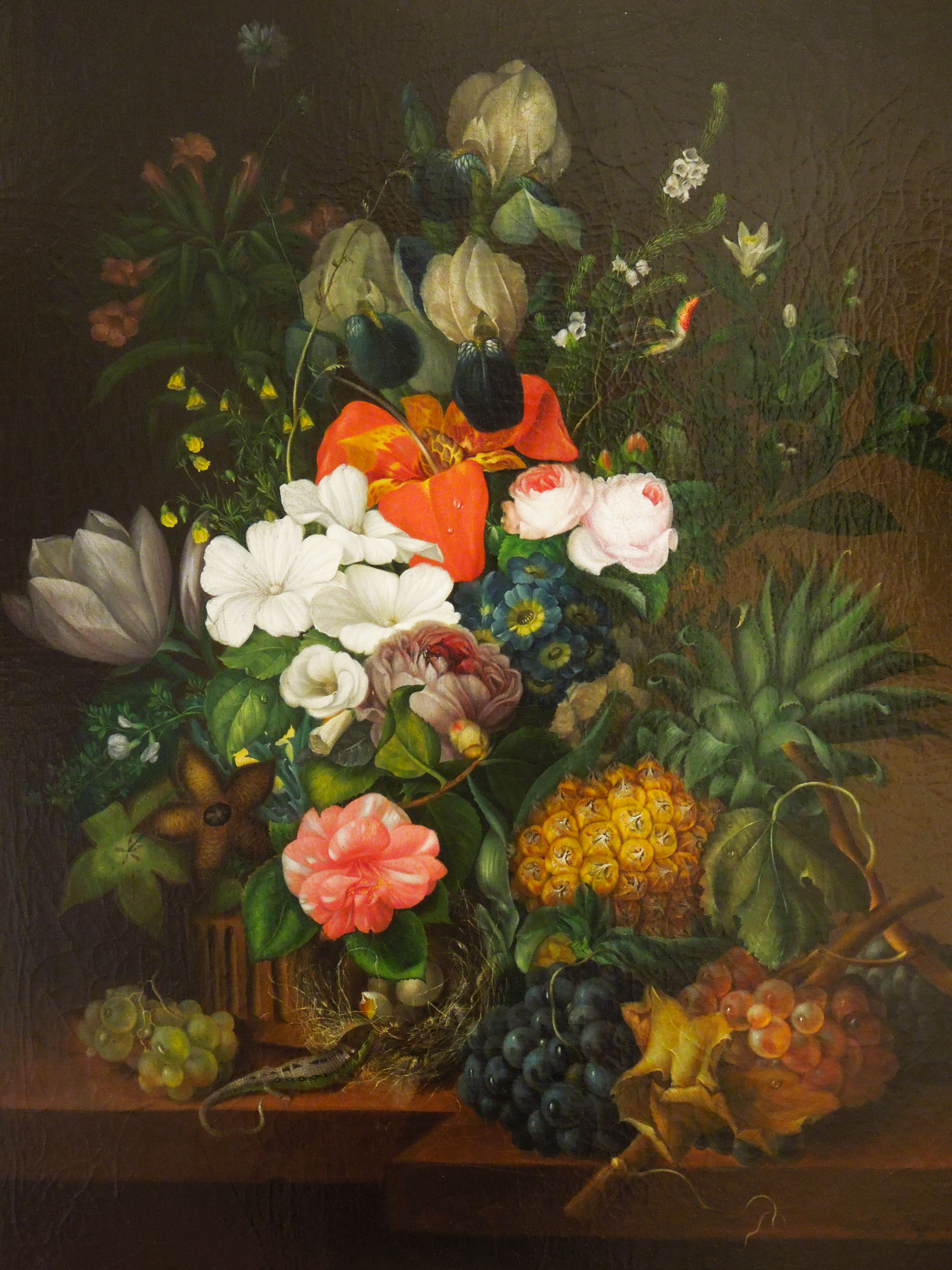
Zátiší s ještěrkou a ovocem

Narodila se v Praze jako hraběnka Pachtová z Rájova. Později se provdala za starohraběte Františka Vincenta ze Salm-Reifferscheidtu (1774–1842), majitele severočeského panství Lipová. Se svým manželem zde podporovali školy, kostely, výstavbu silnic a další rozvoj. Roku 1803 byla v Lipové založena obora pojmenovaná na hraběnčinu počest „Jeanneberg“. Manželství zůstalo bezdětné.
Soukromě se školila v malbě v rodině Mánesů a její malba krajin a zátiší je podobná dílům Amalie Mánesové. Byla nejnadanější malířkou mezi šlechtičnami. V Zátiší s ještěrkou a ovocem (Národní galerie v Praze) kombinovala ovoce, které neuzrává ve stejnou dobu a obsahuje symboly zmaru a obnovení jako alegorii věčného cyklu života.